# Agryppa III
Agryppa III, właściwie Tyberiusz Klaudiusz Agryppa (ur. po 53, zm. 79) – przedstawiciel (po kądzieli) dynastii herodiańskiej.
Był synem Antoniusza Feliksa, rzymskiego prokuratora Judei i jego żony Druzylli, córki Heroda Agryppy I, króla Judei.
Był żonaty. Wraz z żoną mieszkał w Kampanii. Zginął w czasie wybuchu Wezuwiusza, być może w Pompejach.